# Демиховский, Давид Вениаминович
Давид Вениаминович Демиховский (бел. Давід Веніямінавіч Дземіхоўскi; 1889, м. Паричи, Паричская волость, Бобруйский уезд, Минская губерния, Российская империя — 14 января 1938, Сталинград, РСФСР, СССР) — советский партийный и хозяйственный деятель. Первый секретарь областного комитета ВКП(б) Северо-Осетинской автономной области.

## Биография
Родился в 1899 году в Паричах (ныне Светлогорский район, Гомельская область, Республика Беларусь).
Член РКП(б) с ноября 1918 года, был членом Бюро волостного комитета РКП(б). Участник Гражданской войны.
В мае 1919 года вступил в РККА, служил в стрелковом полку, был дважды ранен.
С лета 1920 года по осень 1922 года — на руководящей профсоюзной работе в Белоруссии в Новозыбкове и Гомеле.
С 1922 года — на партийной работе в Ростове-на-Дону.
До сентября 1931 года работал заведующим Организационным отделом Северо-Кавказской краевой контрольной комиссии ВКП(б).
С сентября 1931 года по 9 сентября 1934 года — первый секретарь областного комитета ВКП(б) Северо-Осетинской автономной области. На этом посту выступал за укрепление связей Северной и Южной Осетии. Утвердил план многостороннего сотрудничества, провёл объединённую конференцию по вопросу языка. Отстаивал идею соединения двух Осетий железнодорожной магистралью, поддержал эпохальный проект строительства транскавказской перевальной электрической железной дороги Дарг-Кох — Цхинвал — Гори.
26 января—10 февраля 1934 года делегат XVII съезда ВКП(б) с решающим голосом от Северо-Кавказской парторганизации.
В 1934−1935 годах — слушатель Курсов марксизма-ленинизма при ЦК ВКП(б).
С июля 1935 года по апрель 1936 года — секретарь парткома ВКП(б) сталинградского машиностроительного завода «Баррикады».
С апреля 1936 года по 1937 год — партийный организатор ЦК ВКП(б) завода «Баррикады» в Сталинграде, член Сталинградского обкома ВКП(б).
В 1937 году — секретарь Баррикадного районного комитета ВКП(б) в Сталинграде.
В 1937 году был репрессирован, арестован и по обвинению в «участии в антисоветской троцкистско-бухаринской организации» 14 января 1938 года расстрелян в Сталинграде. Место захоронения — неизвестно.

## Семья
Жена — Эсфирь Динер, участница Гражданской войны, член ВКП(б) с 1920 года, умерла в 1975 году в Перми. Сын — Феликс Давидович работал директором завода «Камкабель». Уралу он отдал 31 год жизни, был награждён орденами «Знак Почёта», «Трудового Красного Знамени», отмечен другими наградами и званиями. В 1999 г. выехал в США.